# Frans van Dusseldorp
Frans van Dusseldorp (auch Franciscus Dusseldorp oder Franciscus Dusseldorpius; * 23. Oktober 1567 in Leiden; † 31. März 1630 in Köln) war ein Jurist und römisch-katholischer Geistlicher.

## Leben
Dusseldorp verlor seinen Vater früh, wurde jedoch von seiner Mutter gefördert. 1572 zog er mit seiner Mutter nach Antwerpen und kurz nach der Befreiung von Leiden wieder zurück in die Heimatstadt. Über die frühe Ausbildung ist nichts weiter bekannt. 1586 ging er an die Universität Douai, an der er am 23. Oktober 1589 das Lizentiat der Rechtswissenschaft erhielt. 1590 ließ er sich als Rechtsanwalt in Den Haag nieder, wurde jedoch auch in Leiden aktiv. Dort ist er 1595 belegt. 1597 übersiedelte er nach Utrecht, da es dort eine große katholische Gemeinschaft gab. Neben seiner Tätigkeit als Jurist widmete er sich dort dem Studium der Theologie.
Dusseldorp stand mit dem Apostolischen Vikar Sasbout Vosmeer als Jurist in Kontakt. Nachdem Dusseldorps Mutter am 9. September 1606 verstorben war, wuchs sein Interesse Priester zu werden. Die Priesterweihe erfolgte schließlich 26. November 1609 durch Vosmeer. Zwei Jahre darauf wurde er zum Kanonikus in Utrecht ernannt. Er setzte seine theologischen Studien fort und wurde ein auch im Klerus geschätzter Prediger.
Dusseldorp floh 1614 aus Angst vor Verfolgung nach Emmerich am Rhein, fühlte sich dort jedoch auch nicht sicher und verließ diese Stadt am 24. Juni 1614. Er sah seine Predigtfreiheit in Gefahr. Am 29. Juni 1614 erreichte er Köln. Dort wollte er als Prediger seiner Kirche dienlich sein. Er blieb bis zu seinem Lebensende in Köln.

## Werke
Dusseldorp soll zahlreiche Schriften verfasst haben, die allerdings zum Teil zwar bekannt, aber nicht erhalten sind. Gedruckt wurden nach seinem Tod beispielsweise folgende Werke:
- Tractatus de matrimonio non ineundo cum his qui extra ecclesiam sunt, Antwerpen 1636 (Digitalisat).
- Anales Belgici, herausgegeben durch Robert Jacob Fruin in Werken Hist. Gen. Dritte Serie, Band 1.

Eine bekannte Handschrift ist darüber hinaus:
- Isagoge Francisci Dusseldorpii de origine tumultuorum Belgicorum, zitiert durch Hugo Franciscus van Heussen in Oudheden Bisdom van Utrecht I. S. 73.